# Totendom
Totendom est une série de bande dessinée de dark fantasy scénarisée par Gabriel Delmas et dessinée par Robin Recht. Ses deux volumes ont été publiés par Les Humanoïdes Associés en 2005 et 2007 – le troisième volume initialement prévu n'était jamais publié.

## Albums
- Totendom (scénario), avec Robin Recht (dessin), Alex Alice (couvertures) Les Humanoïdes associés :

1. Acte I, 2005  (ISBN 2-7316-1627-X)[2],[3],[4].
2. Acte II, 2007  (ISBN 978-2-7316-1680-4)[5],[6].